# Вила-Нова-ди-Пояриш
Ви́ла-Но́ва-ди-Поя́риш (порт. Vila Nova de Poiares; ['vilɐ 'nɔvɐ dɨ poi'aɾɨʃ]) — посёлок городского типа в Португалии, центр одноимённого муниципалитета в составе округа Коимбра. Численность населения — 3,8 тыс. жителей (посёлок), 7,5 тыс. жителей (муниципалитет). Посёлок и муниципалитет входят в экономико-статистический регион Центральный регион и субрегион Пиньял-Интериор-Норте. По старому административному делению входил в провинцию Бейра-Литорал.
Покровителем посёлка считается Андрей Первозванный (порт. Santo André).
Праздник посёлка — 13 января.

## Расположение
Поселок расположен в 13 км восточнее административного центра округа — города Коимбра.
Муниципалитет граничит:
- на севере — муниципалитет Пенакова;
- на востоке — муниципалитеты Арганил, Гойш;
- на юге — муниципалитеты Лозан, Миранда-ду-Корву;
- на западе — муниципалитет Коимбра.

## Население
| Население муниципалитета Вила-Нова-ди-Пояриш (1801—2006) | Население муниципалитета Вила-Нова-ди-Пояриш (1801—2006) | Население муниципалитета Вила-Нова-ди-Пояриш (1801—2006) | Население муниципалитета Вила-Нова-ди-Пояриш (1801—2006) | Население муниципалитета Вила-Нова-ди-Пояриш (1801—2006) | Население муниципалитета Вила-Нова-ди-Пояриш (1801—2006) | Население муниципалитета Вила-Нова-ди-Пояриш (1801—2006) | Население муниципалитета Вила-Нова-ди-Пояриш (1801—2006) | Население муниципалитета Вила-Нова-ди-Пояриш (1801—2006) |
| -------------------------------------------------------- | -------------------------------------------------------- | -------------------------------------------------------- | -------------------------------------------------------- | -------------------------------------------------------- | -------------------------------------------------------- | -------------------------------------------------------- | -------------------------------------------------------- | -------------------------------------------------------- |
| 1849                                                     | 1900                                                     | 1930                                                     | 1960                                                     | 1981                                                     | 1991                                                     | 2001                                                     | 2004                                                     | 2006                                                     |
| 6848                                                     | 7900                                                     | 7763                                                     | 7518                                                     | 6649                                                     | 6161                                                     | 7061                                                     | 7291                                                     | 7457                                                     |

## История
Посёлок основан в 1836 году.

## Районы
В муниципалитет входят следующие районы:
1. Аррифана
2. Лавегадаш
3. Санту-Андре-де-Пояреш
4. Сан-Мигел-де-Пояреш